# ميخائيل سالتيكوف شيدرين
كان ميخائيل ييفغرافوفيتش سالتيكوف شيدرين، (27 يناير [التقويم القديم 15 يناير] 1826 – 10 مايو [التقويم القديم 28 أبريل] 1889)، اسمه عند الولادة ميخائيل ييفغرافوفيتش سالتيكوف وعرف خلال حياته بالاسم المستعار نيكولاي شيدرين، من كبار الكتاب والهجاة الروس في القرن التاسع عشر. أمضى سالتيكوف معظم حياته يعمل في الخدمة المدنية في مهمات مختلفة. بعد وفاة الشاعر نيكولاي نيكراسوف، عمل محررًا لمجلة أوتشيستفينيي زابيسكي الأدبية إلى أن حظرتها الحكومة القيصرية في عام 1884. برع سالتيكوف في أعماله في كل من الواقعية الصريحة والهزل الهجائي المدمج بالخيال. اعتبرت أشهر أعماله، رواية الملحمة الأسرية أسرة غولوفليوف (1880) والرواية السياسية تاريخ بلدة (1870)، أعمالًا هامة من أعمال أدب الخيال في القرن التاسع عشر، ويعد سالتيكوف واحدًا من أبرز شخصيات الواقعية الأدبية الروسية.

## السيرة الذاتية
ولد ميخائيل سالتيكوف في 27 يناير من عام 1826 في قرية سباس أوغول (مقاطعة تالدومسكي في يومنا هذا التابعة لمحافظة موسكو في روسيا) كواحد من 8 أولاد (5 أشقاء و3 شقيقات) في أسرة ييفغراف فاسيليفيتش سالتيكوف (1776 - 1851) وأولغا ميخايلوفنا سالتيكوفا (الاسم عند الولادة زابيلينا 1801 - 1874) الروسية النبيلة الكبيرة. كان والده ينتمي إلى واحدة من أسر سالتيكوف النبيلة القديمة التي تعود أصولها إلى أحد أفرع أسرة موروزوف من البويار. وفقًا للكتاب المخملي، تأسست الأسرة من قبل ميخائيل إيغناتيفيتش موروزوف الذي لقب باسم سالتيك (من الكلمة السلافونية الكنسية القديمة، كلمة «سالتيك» تعني «ذوق المرء أو طريقته»)، وهو ابن إيغناتي ميخائيلوفيتش موروزوف وحفيد ابن مؤسس السلالة إيفان سيميونوفيتش موروز الذي عاش خلال القرنين الرابع عشر والخامس عشر. كانت أسرة سالتيكوف تشارك أيضًا شعار النبالة البولندي. ولقد أنجبت الأسرة العديد من الشخصيات السياسية الهامة على مر التاريخ، من بينهم زوجة قيصر روسيا براسكوفيا سالتيكوفا وابنتها، إمبراطورة روسيا آنا إيوانوفنا.
كانت والدة سالتيكوف وريثة ميخائيل بيتروفيتش زابيلين، تاجر ثري من مجتمع الصف الأول في موسكو، الذي كان أسلافه ينتمون إلى ما كان يسمى الفلاحين التجار والذي منح لقب نبالة وراثية نظرًا إلى تبرعه السخي لحاجات الجيش في عام 1812، وكانت زوجته مارفا إيفانوفنا زابيلينا تنحدر أيضًا من أسرة تجار أثرياء من موسكو. عند ولادة ميخائيل سالتيكوف، كان ييفغراف يبلغ من العمر 50 عامًا، في حين كانت أولغا تبلغ من العمر 25 عامًا. أمضى ميخائيل سنوات طفولته في ملكية والديه في سباسكوي على حدود محافظتي تفير وياروسلافل في إقليم بوشيخوني. 
«في سنوات طفولتي ومراهقتي، شهدت أبشع أشكال القنانة. لقد كانت متفشية في كافة طبقات الحياة الاجتماعية، لا فقط ملاك الأراضي والجموع المستعبدة، وقد جعلت جميع الطبقات تعيش تدهورًا، سواء كانت صاحبة امتيازات أم لا، عن طريق الغياب التام للحقوق، حين كان الاحتيال والخداع هما النظام في تلك الفترة، وكان هناك خوف سائد من السحق والتدمير في أي لحظة»، يذكر سالتيكوف متحدثًا من خلال أحد شخصيات روايته اللاحقة سنوات سابقة في بوشيخوني. كانت الحياة مع أسرة سالتيكوف صعبة بالقدر ذاته. كانت الأم المستبدة تسيطر على الأب المتدين الضعيف، وقد أثارت شخصيتها المخيفة الرعب لدى الخدم ولدى أولادها. أعاد شيدرين خلق هذه الأجواء في روايته أسرة غولوفليوف، وأصبحت فكرة «الأثر المدمر للعبودية المشرعنة على النفس البشرية» أحد أبرز الدوافع وراء نثره. إلا أن أولغا ميخايلوفنا كانت امرأة تملك عدة مواهب، وعاملت ميخائيل على أنه ابنها المفضل لأنها رأت فيه بعضًا من مواهبها. 
عادة ما كان الوالدان يتشاجران، ولم يمنحا أولادهما لا الحب ولا الرعاية، ويتذكر ميخائيل، على الرغم من تمتعه بحرية نسبية في المنزل، شعورًا بالوحدة والإهمال. من الأمور الأخرى التي كان سالتيكوف يتحسر عليها هو حرمانه من الطبيعة كليًا في سنوات طفولته: عاش الأطفال في المنزل الرئيسي ونادرًا ما سمح لهم بالخروج، ولم يعرفوا «حيواناتهم سوى وهي مقلية أو مسلوقة». وتميزت أعمال المؤلف بأوصاف قليلة للطبيعة.

### التعليم
كانت السنوات الأولى من تعليم ميخائيل غير مترابطة، إلا أنه ولكونه ولدًا فطنًا بصورة استثنائية كان يتحدث في عمر ال 6 سنوات اللغتين الفرنسية والألمانية بطلاقة. وتعلم القراءة والكتابة باللغة الروسية على يدي الرسام القن بافل سوكولوف ورجل دين محلي، وبات قارئًا نهمًا وأشار إلى الإنجيل، الذي قرأه في عمر ال 8، كمصدر إلهام رئيسي. كان سيرغي يورييف من بين أصدقاء طفولته، الذي كان ابن مالك أراض مجاور وفي وقت لاحق شخصية أدبية بارزة ومحررًا وناشرًا لمجلتي روسكايا ميسل وبيسيدا. في عام 1834 تخرجت شقيقته الأكبر نادزدا في كلية إيكاتيرينينسكي في موسكو، وكان تعليم ميخائيل منذ ذلك الوقت فصاعدًا امتيازًا لصديقتها أفدوتيا فاسيليفسكايا، التي كانت خريجة في الكلية ذاتها دعيت إلى المنزل كمدرسة خصوصية. وكان من بين مدرسي ميخائيل الخصوصيين الآخرين رجل الدين المحلي إيفان فاسيليفيتش الذي درس الصبي اللغة اللاتينية والطالب ماتفي سالمين. 
في عمر ال 10 انضم سالتيكوف إلى الصف الثالث في معهد موسكو لأبناء النبلاء (معهد دفوريانسكي)، متخطيًا أول صفين، حيث درس حتى عام 1838. ومن ثم سجل في فناء تسارسكوي سيلو في سانت بطرسبرغ، وأمضى هناك السنوات ال 6 التالية. كان الأمير أليكسي لوبانوف روستوفسكي، الذي أصبح لاحقًا وزير الشؤون الخارجية، أحد زملائه في المدرسة. كانت جودة التعليم في الفناء متدنية. كتب سالتيكوف في الرسائل إلى خالتي «كانت المعلومات التي درسنا إياها ضئيلة ومتقطعة وعديمة المعنى تقريبًا ... لم يكن ذلك تعليمًا، بل جزءًا من امتياز اجتماعي، تعليمًا يرسم حدود الحياة: فوقنا أهل الرفاه والسلطة، وتحتنا، كلمة واحدة فقط: الموجيك».
خلال الفترة التي أمضاها في الفناء بدأ سالتيكوف كتابة الشعر وترجمة أعمال اللورد بايرون وهنريش هاين. واعتبر «وريثًا لبوشكين» وفقًا للتقليد المحلي الذي كان يتطلب أن يكون لكل قسم وريث. نشرت قصيدته الأولى، «القيثارة»، ترتيلة للشاعر الروسي العظيم، في مجلة بيبليوتيكا دليا تشتينيا في عام 1841. ونشرت 8 قصائد أخرى لسالتيكوف في مجلة سوفريمينيك في عامي 1844 و1845. خلال تلك الفترة كان سالتيكوف يحضر اجتماعات حلقة ميخائيل يازيكوف الأدبية، التي كان فيساريون بيلينسكي في بعض الأحيان. تركت المقالات التي ألفها الأخير انطباعًا رائعًا لدى ميخائيل. 
عند تخرجه في الفناء في عام 1844، رُفع سالتيكوف، الذي كان أحد ألمع التلاميذ، مباشرة إلى مستشارية وزارة الدفاع. أغضب هذا النجاح ميخائيل، إذ إنه أنهى حلمه في الالتحاق بجامعة سانت بطرسبرغ. في السنة نفسها عمل سالتيكوف مع مجلتي أوتيتشيستفيني زابيسكي وسوفريمينيك الأدبيتين، إذ كان يراجع لكلتا المجلتين أدب الأطفال والكتب المدرسية. كانت انتقاداته حادة، وكان أثر بيلينسكي عليها واضحًا. وفي تلك الفترة بات سالتيكوف من معتنقي الأفكار الاشتراكية الآتية من فرنسا. يتذكر سالتيكوف في وقت لاحق «مع نشأتي على مقالات بيلينسكي، ملت بشكل طبيعي نحو معسكر المتغربنين، إلا أن ذلك لم يكن نحو التوجه الرئيسي فيه الذي كان سائدًا في الأدب الروسي في تلك الفترة، والذي كان ينشر الفلسفة الألمانية، بل نحو تلك الحلقة الضيقة التي شعرت بانجذاب غريزي نحو فرنسا، بلد سانت سيمون وفورييه، وبشكل خاص جورج ساند ... وقد تعاظم هذا التعاطف بعد عام 1848».
أقام سالتيكوف صداقة مع الناقد الأدبي فاليريان مايكوف والاقتصادي ومسؤول الدعاية فلاديمير ميليوتين، وبات مقربًا من رابطة بيتراشيفسكي. «كم عشنا بيسر وأي إيمان عميق كان لدينا بالمستقبل، وأي إصرار ووحدة آمال امتلكنا، لقد بعث ذلك الحياة فينا» يذكر سالتيكوف لاحقًا، واصفًا ميخائيل بيتراشيفسكي ب «بصديق ومعلم عزيز ولا ينسى». 

### المسيرة المهنية الأدبية
كان الظهور الروائي الأول لسالتيكوف من خلال روايته تناقضات (تحت الاسم المستعار إم نيبانوف)، ويشير العنوان إلى الحافز الرئيسي وراء الرواية: التباين بين المثل النبيلة للإنسان وأهوال الحياة الواقعية. تلتها رواية قضية معقدة (1848)، وهي رواية اجتماعية، تذكر بغوغول، في كل من حبكتها وطباع شخصياتها، تتطرق إلى الظلم الاجتماعي وانعدام قدرة الفرد على التعامل مع القضايا الاجتماعية. امتدحت الرواية من قبل نيكولاي دوبروليوبوف الذي كتب: «الرواية مليئة بتعاطف من القلب مع الناس المعدمين ... وتوقظ في المرء مشاعر إنسانية وأفكارًا رجولية»، ومن قبل نيكولاي تشيرنيشيفسكي الذي أشار إلى الرواية ككتاب «أحدث اضطرابًا ويثير اهتمام الجيل الجديد». وكان نشر تناقضات هو ما تسبب بإبعاد سالتيكوف إلى فياتكا، ومن الواضح أن ذلك كان نتيجة لرد الفعل المبالغ فيه من السلطات على الثورة الفرنسية لعام 1848.